# Trichomonas
Trichomonas is een geslacht van protista. Besmetting met Trichomonas vaginalis wordt ook wel kortweg trichomonas genoemd in plaats van trichomoniasis. Wereldwijd is trichomonas de meest voorkomende niet-virale geslachtsziekte. In Nederland worden zo'n 2000 besmettingen per jaar geconstateerd.
Ook bij zangvogels komt besmetting met Trichomonas gallinae voor wat het geel veroorzaakt.
Bij onderzoek van het uitstrijkje (cervixcytologie) is de Trichomas vaginalis de meest voorkomende parasiet. De incubatietijd van trichomonas ligt tussen de 4 en 28 dagen. Hij kan abnormale vaginale afscheiding (fluor vaginalis) veroorzaken maar is niet altijd pathogeen.
In ongeveer 10-20% geeft hij een infectie van de lagere urinewegen, gepaard met dysurie. Bij 10-25% van de patiënten zien we een vies ruikende groengele, schuimige vaginale afscheiding, vaginale jeuk en vaginaal bloedverlies. Symptomen als PID (Pelvic Inflammatory Disease)en inguinale lymphadenopathie (vergrote lymfeklieren) kunnen voorkomen.
Behandeling geschiedt meestal met antibiotica (metronidazol of clindamycine).

## Soorten
- Trichomonas brixi : leeft in de mondholte van honden en katten[1].
- Trichomonas canistomae
- Trichomonas equibuccalis
- Trichomonas gallinae : leeft in het voorste deel van het spijsverteringskanaal van duiven en andere vogels[2].
- Trichomonas gypactinii : leeft in het voorste deel van het spijsverteringsstelsel van aasetende vogels, bijvoorbeeld gieren [3].
- Trichomonas intestinalis : leeft in het spijsverteringskanaal van mensen.
- Trichomonas stableri : leeft in het voorste deel van het spijsverteringsstelsel van duiven[4].
- Trichomonas tenax : leeft in de mondholte van mensen.
- Trichomonas vaginalis : leeft in het urogenitale stelsel van mensen.

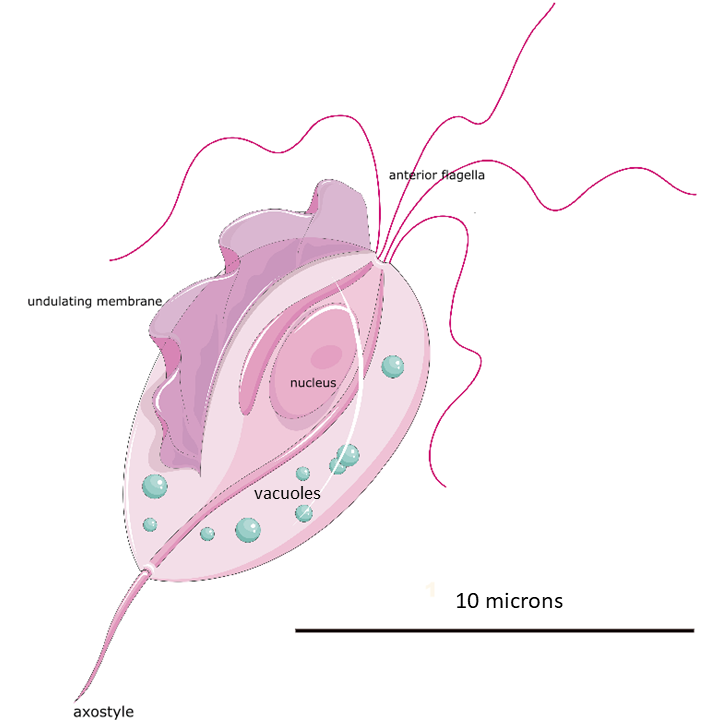
Trofozoït van Trichomonas vaginalis
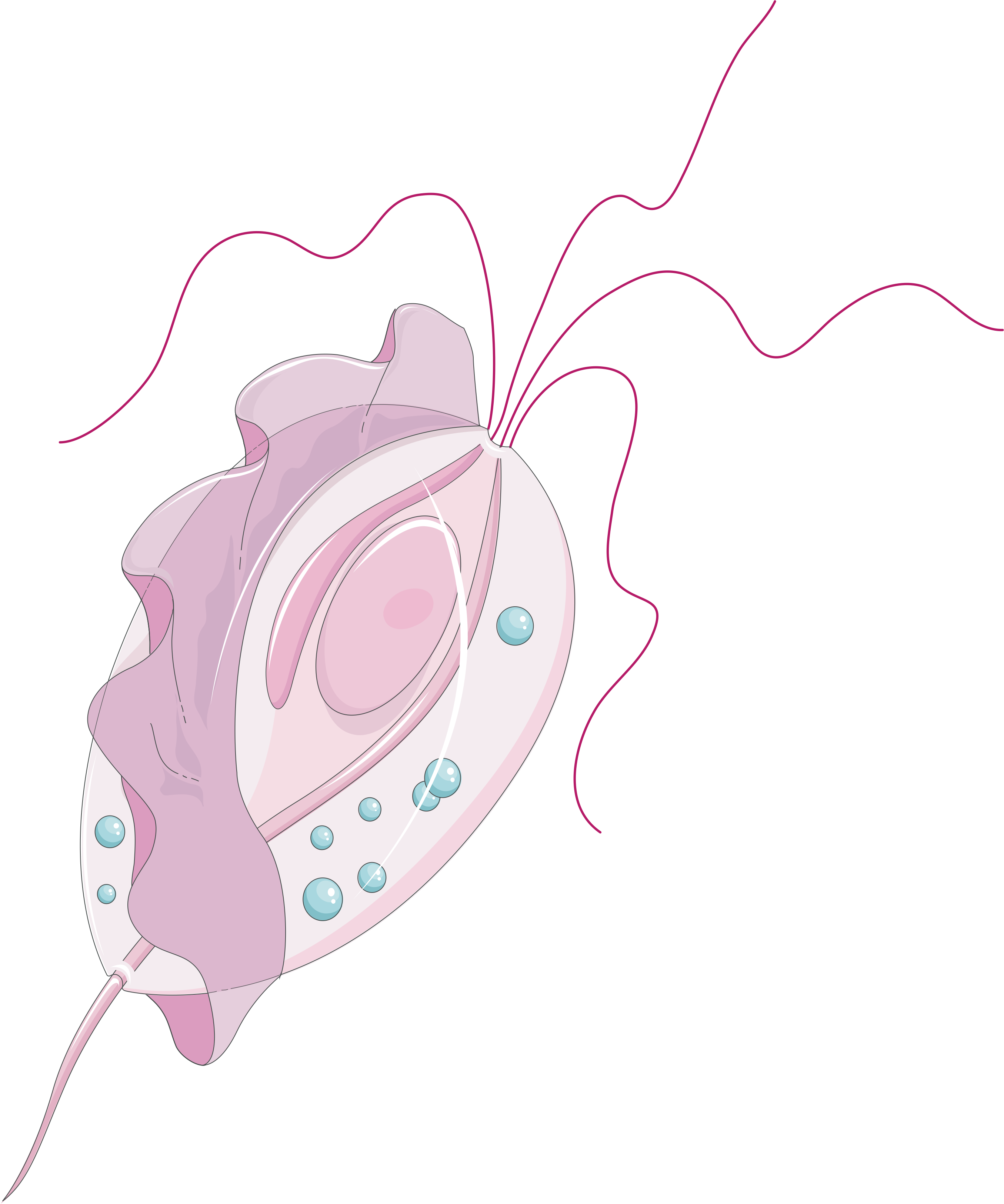
Trofozoït van Trichomonas intestinalis